# Schoenus globifer
Schoenus globifer är en halvgräsart som beskrevs av Christian Gottfried Daniel Nees von Esenbeck. Schoenus globifer ingår i släktet axagssläktet, och familjen halvgräs. Inga underarter finns listade i Catalogue of Life.